# Belonogaster neavei
Belonogaster neavei är en getingart som beskrevs av Richards 1982. Belonogaster neavei ingår i släktet Belonogaster och familjen getingar. Inga underarter finns listade.